# Hemirrhagus chilango
Hemirrhagus chilango là một loài nhện trong họ Theraphosidae.
Loài này thuộc chi Hemirrhagus. Hemirrhagus chilango được miêu tả năm 2003 bởi Pérez-Miles & Locht.